# ديفيد ستيفن
ديفيد ستيفن (بالإنجليزية: David Steven)‏ هو لاعب كرة قدم بريطاني (وحمل سابقاً جنسية المملكة المتحدة لبريطانيا العظمى وأيرلندا) في مركز الهجوم، ولد في 16 مارس 1878 في دندي في المملكة المتحدة، وتوفي بنفس المكان في 28 أبريل 1903 بسبب نوبة قلبية. لعب مع نادي بوري ونادي دندي ونادي ساوثهامبتون.